# The Mute Gods
I The Mute Gods sono un gruppo musicale rock progressivo formatosi nel 2014 a Los Angeles. La formazione è composta da Nick Beggs, Roger King e Marco Minnemann.

## Storia

### Gli inizi
Il loro album di debutto, Do Nothing till You Hear from Me, è stato pubblicato il 22 gennaio 2016; 
Beggs ha scritto la maggior parte dell'album in tour nel 2014 e lo ha descritto come "uno sfogo piuttosto scontento per la distopia che abbiamo creato per noi stessi e per i nostri figli". Oltre a Minnemann, l'album include alcuni batteristi ospiti, tra cui Nick D'Virgilio e Gary O'Toole.

### Gli album
Beggs ha dichiarato nel 2016 che un secondo album sarebbe dovuto uscire all'inizio del 2017, descrivendo l'album "arrabbiato come un serpente a sonagli con la coda intrappolata nella portiera di un'auto!".
Il terzo album, Atheist and Believers, è stato pubblicato nel 2019.

## Formazione
- Nick Beggs – voce, basso
- Roger King – tastiera
- Marco Minnemann – batteria

## Discografia

### Album in studio
- 2016 – Do Nothing Till You Hear from Me
- 2017 – Tardigrades Will Inherit the Earth
- 2019 – Atheist and Believers